# Hitchin' a Ride
Singles de Green Day
Walking Contradiction
(1996) Good Riddance (Time of Your Life)
(1997)
Hitchin' a Ride est une chanson du groupe punk américain Green Day et le premier single extrait de leur cinquième album, Nimrod, paru en 1997. Elle est considérée comme un hit mineur du groupe.

## Composition musicale
La chanson démarre sur quelques notes inquiétantes jouées à l'alto, qui enchaîne ensuite sur un rock conduit par une grosse ligne de basse en descente chromatique supporté par la batterie de Tré Cool. Billie Joe Armstrong commence ensuite à chanter, et termine son couplet par un "One, two, one two three four !" qui enchaîne sur en refrain sans paroles, où la guitare double la descente de la basse.
La chanson parle, à demi-mot, de sexe et de vie de débauche.

## Liste des chansons
1. Hitchin' a Ride
2. Sick of Me
3. Espionage

## Classements hebdomadaires
| Classement (1997)                         | Meilleure position |
| ----------------------------------------- | ------------------ |
| Australie (ARIA)                          | 26                 |
| Canada (RPM Rock/Alternative)             | 1                  |
| Canada (RPM Top Singles)                  | 23                 |
| États-Unis (Alternative Songs)            | 5                  |
| États-Unis (Mainstream Rock Tracks chart) | 9                  |
| Royaume-Uni (UK Singles Chart)            | 25                 |
| Royaume-Uni (UK Rock Chart)               | 1                  |